# モンテベッロ・デッラ・バッターリア
モンテベッロ・デッラ・バッターリア（イタリア語: Montebello della Battaglia）は、イタリア共和国ロンバルディア州パヴィーア県にある、人口約1,500人の基礎自治体（コムーネ）。

## 名称
バッターリア（battaglia）は戦闘の意。2つの戦いの戦場となった土地である（#歴史節参照）

## 地理

### 位置・広がり
ミラノの南約40km、パヴィーアの南約20kmに位置する。

#### 隣接コムーネ
隣接するコムーネは以下の通り。
- ボルゴ・プリオーロ
- カステッジョ
- コデヴィッラ
- ルンガヴィッラ
- トッラッツァ・コステ
- ヴェッレット
- ヴォゲーラ

### 気候分類・地震分類
気候分類では、zona E, 2619 GGに分類される。
また、イタリアの地震リスク階級 (it) では、zona 3 (sismicità bassa) に分類される
。

## 歴史
フランス革命戦争中の1800年には、ジャン・ランヌ率いるフランス軍がオーストリア軍を破った (Battle of Montebello (1800)) 。第二次イタリア独立戦争中の1859年には、フランス・サルデーニャ連合軍がオーストリア軍を破った (Battle of Montebello (1859)) 

## 行政

### 分離集落
モンテベッロ・デッラ・バッターリアには、以下の分離集落（フラツィオーネ）がある。
- Canova Ghiringhelli, Castel Felice, Genestrello, Sgarbina

## 姉妹都市
- パレストロ、イタリア 1984年